# The Birmingham News
The Birmingham News su američke dnevne novine, koje od osnutka 1888. kontinuirano izlaze u Birminghamu. 
The Birmingham News je 14. ožujka 1888. osnovao Rufus N. Rhodes pod imenom The Evening News (Večernje Vijesti) s dva reportera i 800$ kapitala. 
Reporteri Birmingham Newsa osvojili su dvije Pulitzerove nagrade.

## Vanjske poveznice
- Službena stranica (engl.)